# Liverpool Empire Theatre
Le Liverpool Empire Theatre est un théâtre et une salle de spectacle située au centre de Liverpool en Angleterre.
C'est le deuxième construit sur le site, il a ouvert ses portes en 1925. C'est le plus grand auditorium à deux niveaux d'Angleterre, avec 2 348 places assises (2 450 à l'origine). Il a accueilli différents types de spectacles, des comédies musicales, des concerts pop et des pièces de théâtre.
Les Beatles s'y sont produits au début de leur carrière.

## Historique
Le premier théâtre a été ouvert en octobre 1866, et s'appelait à l'époque « New Prince of Wales Theatre and Opera House ». C'était à l'époque la plus grande salle de Liverpool. Le bâtiment est inscrit au National Heritage List for England en 1990.

## Spectacles
Parmi les artistes qui s'y sont produits figurent Frank Sinatra, Judy Garland, Bing Crosby, Mae West, Laurel et Hardy,  Charlton Heston, Sarah Bernhardt, Henry Irving, Vesta Tilley, ou encore Arthur Askey. Les Beatles s'y sont produits pour la dernière fois le 5 décembre 1965.

## Clip vidéo
Le clip vidéo de la chanson Duchess du groupe Genesis y a été tourné.